# Petter Hugsted
Alf Petter (Petter) Hugsted (Kongsberg, 11 juli 1921 - aldaar, 16 mei 2000) was een Noors schansspringer. Hugsted won tijdens de Olympische Winterspelen 1948 de gouden medaille bij het schansspringen. In 1948 en in 1950 eindigde Hugsted als derde bij de wedstrijden op de Holmenkollenschans.

## Resultaten
- Olympische Winterspelen 1948 in Sankt Moritz  op de grote schans

1924: Jacob Tullin Thams ·
1928: Alf Andersen ·
1932: Birger Ruud ·
1936: Birger Ruud ·
1948: Petter Hugsted ·
1952: Arnfinn Bergmann ·
1956: Antti Hyvärinen ·
1960: Helmut Recknagel ·
1964: Toralf Engan ·
1968: Vladimir Belooesov ·
1972: Wojciech Fortuna ·
1976: Karl Schnabl ·
1980: Jouko Törmänen ·
1984: Matti Nykänen ·
1988: Matti Nykänen ·
1992: Toni Nieminen ·
1994: Jens Weißflog ·
1998: Kazuyoshi Funaki ·
2002: Simon Ammann ·
2006: Thomas Morgenstern ·
2010: Simon Ammann ·
2014: Kamil Stoch ·
2018: Kamil Stoch ·
2022: Marius Lindvik